# Ласло Ловас
Ласло Ловас (угор. Lovász László, ˈlaːsloː ˈlovaːs; 9 березня 1948) — угорський математик, відомий роботами з комбінаторики, за які він був нагороджений премією Вольфа та премією Кнута 1999 р., та премією Кіото 2010 р.
Під час навчання в університеті вигравав золоті медалі на Міжнародній математичній олімпіаді (1964, 1965, 1966 рр.), а його син 2008 р.
Ловас здобув ступінь кандидата наук 1970 р. від Угорської академії наук. Його науковим керівником був Тібор Галлаї (угор. Tibor Gallai).
Протягом 1990-х працював на посаді професора в Єльському університеті та співпрацював з дослідницьким центром Microsoft до 2006 р. Потім повернувся до Будапештського університету, на посаду директора Інституту математики.
Служить президентом Міжнародного математичного союзу з 1 січня 2007 р.
Ловас нагороджений премією Болаї 2007 р., та премією Széchenyi 2008 р. Отримав грант від Європейської дослідницької ради 2008 р. Обраний закордонним членом Шведської королівської академії наук 2007 р., почесним членом Лондонського математичного товариства 2009 р. Отримав премію Кіото за фундаментальні науки 2010 р. Знаходиться в списку найцитованіших дослідників ІНІ.
Ловас був співавтором статті разом з Палом Ердешем, математиком, який відомий через написання статей зі співавторами. Завдяки цьому, Ловас має число Ердеша рівне 1.

## Книжки
Був співавтором або редактором наступних книжок:
- Lovász L., Pelikán J., Vesztergombi K.: Kombinatorika, Tankönyvkiadó, Budapest, 1977
- Gács P., Lovász L.: Algoritmusok, Müszaki Könyvkiadó, Budapest, 1978; Tankönyvkiadó, Budapest, 1987
- L. Lovász: Combinatorial Problems and Exercises, Akadémiai Kiadó — North Holland, Budapest, 1979 , revised: Elsevier, Akadémiai Kiadó, 1993, reprint: AMS Chelsea Publishing, 2007.
- L. Lovász, M.D. Plummer: Matching Theory, Akadémiai Kiadó — North Holland, Budapest, 1986
- L. Lovász: An Algorithmic Theory of Numbers, Graphs, and Convexity, CBMS-NSF Regional Conference Series in Applied Mathematics 50, SIAM, Philadelphia, Pennsylvania, 1986
- M. Grötschel, L. Lovász, A. Schrijver: Geometric Algorithms and Combinatorial Optimization, Springer, 1988
- B. Korte, L. Lovász, R. Schrader: Greedoids, Springer, 1991
- Ronald L. Graham, M. Grötschel, L. Lovász (eds.): Handbook of Combinatorics Elsevier Science B.V., 1995
- L. Lovász, J. Pelikán, K. Vesztergombi K.: Discrete Mathematics: Elementary and Beyond, Springer, New York, 2003